# El doctor Pascal
Le Docteur Pascal (El Doctor Pascal) es una novela creada por el escritor francés y padre del Naturalismo Émile Zola, en 1893. La novela perteneciente a la serie Les Rougon-Macquart.

## Argumento
Pascal Rougon tiene cincuenta y nueve años cuando comienza el relato. Vive en una ciudad llamada Plassans, cuya propiedad se llama Souleiade, donde trabaja desde hace treinta años en un proyecto sobre las leyes de la herencia que comprende como campo de estudio a su propia familia. Ha acumulado sobre cada miembro de Les Rougon-Macquart un gran número de documentos que a su madre le gustaría destruir, ya que podrían comprometer a la familia. Consigue convencer a Martina, la criada, y Clotilde, la sobrina a la que Pascal alberga desde que tiene siete años, de ayudarle en este proyecto. Sin embargo, sólo al precio de una vigilancia constante impide el acceso al armario que contiene los famosos documentos.
Poco después, Pascal cae gravemente enfermo. En su convalecencia le cuida su sobrina Clotilde. Cuando se recupera se da cuenta de la pasión violenta que experimenta hacia ella. Intenta casarla con un médico pero ella declina la oferta de matrimonio y declara su amor a Pascal.

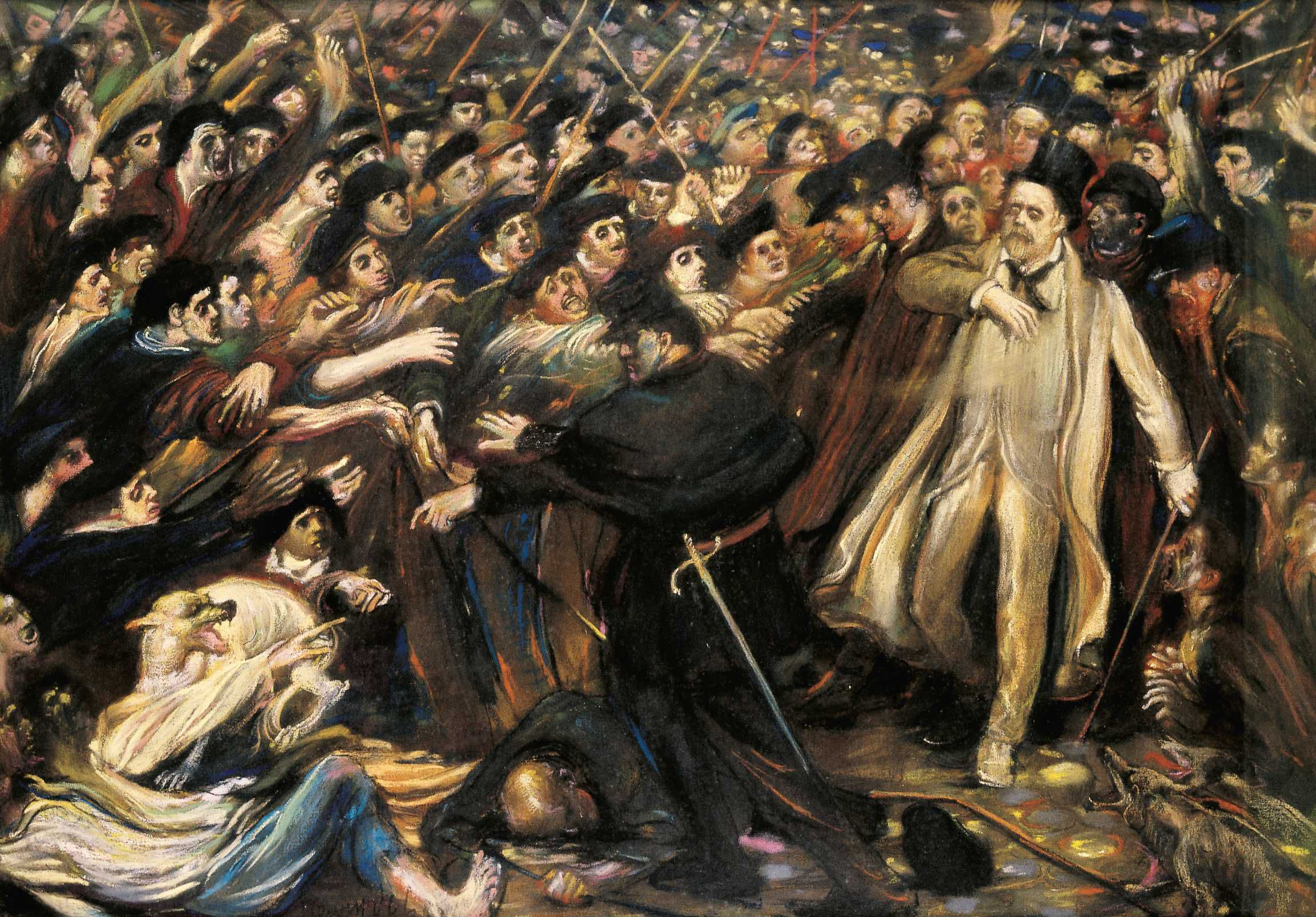

## Relación entreÉmile Zolay elDoctor Pascal

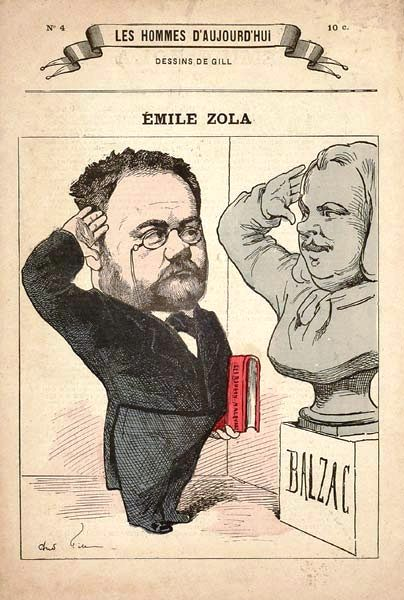
Caricaturas de Émile Zola, Cubiertas de Les Hommes d'Aujourd'hui por André Gill, Les Rougon-Macquart, Retratos de Honoré de Balzac, Saludando a la gente en el arte

El doctor Pascal, especialista en herencia, escribe una tesis sobre el atavismo, tomando como ejemplo su propia familia: será la ocasión de Zola para exponer la genealogía de Les Rougon-Macquart y los problemas genéticos de los antepasados de Jean Macquart, que murió en el asilo en un extraño caso de combustión interna. Aunque la historia de los Rougon simboliza un ejemplo claro de escalada social, el decomiso Macquart simboliza los estragos que produce el alcoholismo: el médico tiende a decir que el alcoholismo es un estigma asociado con el herencia.
Su madre, Félicité Rougon, prohíbe la publicación de este tipo de trabajo ya que podrían oscurecer la reputación de la familia. Durante su trabajo, el sexagenario doctor se enamorará de su joven ayudante. Ambos son apasionados de la ciencia, los sentimientos poco a poco van a convertirse en amor carnal. A pesar de los riesgos asociados a la herencia, tendrán un niño ….
El Dr. Pascal es, por supuesto, el doble de Émile Zola que tardíamente descubre las alegrías de la paternidad con su amante Jeanne Rouzerot.Al igual que Pascal, Zola es también un hábil escritor que basa su trabajo en un estudio de la herencia.
Contrariamente a lo que uno pueda creer, el ciclo de los Les Rougon-Macquart es un himno a la vida, las últimas páginas son de gran belleza y se compara la vida de un gran río que riega la naturaleza de amor es sinónimo de fertilidad, es redentor.
Zola nos da una hermosa reflexión sobre la obra o el trabajo de un hombre. Si bien su trabajo sobre la herencia no se llegará a publicar por la oposición de su madre, el médico se refugiará en la paternidad. Y es que el niño es un trabajo en sí mismo…